# جوزفینا ویلانووا
جوزفینا ویلانووا (انگلیسی: Josefina Villanueva؛ زادهٔ ۳ فوریهٔ ۲۰۰۰) بازیکن فوتبال اهل اروگوئه است.
از باشگاه‌هایی که در آن بازی کرده‌است می‌توان به باشگاه فوتبال لیورپول (مونته‌ویدئو) اشاره کرد.
وی همچنین در تیم‌های ملی فوتبال Uruguay women's national football team بازی کرده‌است.